# Conus mcgintyi
Conus mcgintyi is een in zee levende slakkensoort uit het geslacht Conus. De slak behoort tot de familie Conidae. Conus mcgintyi werd in 1955 beschreven door Pilsbry. Net zoals alle soorten binnen het geslacht Conus zijn deze slakken roofzuchtig en giftig. Zij bezitten een harpoenachtige structuur waarmee ze hun prooi kunnen steken en verlammen.